# Gonbach
Gonbach település Németországban, Rajna-vidék-Pfalz tartományban. Lakosainak száma 522 fő (2023. december 31.).

## Népesség
A település népességének változása:
| Lakosok száma | 328  | 510  | 501  | 487  | 517  | 522  |
|               | 1975 | 2017 | 2019 | 2021 | 2022 | 2023 |